# Nymphon tenuimanum
Nymphon tenuimanum is een zeespin uit de familie Nymphonidae. De soort behoort tot het geslacht Nymphon. Nymphon tenuimanum werd in 1915 voor het eerst wetenschappelijk beschreven door Hodgson. 